# Craugastor pygmaeus
Craugastor pygmaeus är en groddjursart som först beskrevs av Taylor 1937.  Craugastor pygmaeus ingår i släktet Craugastor och familjen Craugastoridae. IUCN kategoriserar arten globalt som sårbar. Inga underarter finns listade i Catalogue of Life.